# Sebastian Starke Hedlund
Sebastian Starke Hedlund (Estocolmo, 5 de abril de 1995) é um futebolista profissional sueco que atua como defensor, atualmente defende o Kalmar FF.

## Carreira
Sebastian Starke Hedlund fez parte do elenco da Seleção Sueca de Futebol nas Olimpíadas de 2016.